# Seatallan
Seatallan är ett berg i Storbritannien.   Det ligger i grevskapet Cumbria och riksdelen England, i den centrala delen av landet, 400 km nordväst om huvudstaden London. Toppen på Seatallan är 692 meter över havet, eller 225 meter över den omgivande terrängen. Bredden vid basen är 1,3 km. Seatallan ligger vid sjön Wast Water. Det ingår i Cumbrian Mountains.
Terrängen runt Seatallan är huvudsakligen kuperad, men åt sydväst är den platt.Runt Seatallan är det ganska tätbefolkat, med 86 invånare per kvadratkilometer. Närmaste större samhälle är Egremont, 14,0 km väster om Seatallan. Trakten runt Seatallan består i huvudsak av gräsmarker.